# Ohiivka, Rujîn
Ohiivka (în ucraineană Огіївка) este o comună în raionul Rujîn, regiunea Jîtomîr, Ucraina, formată numai din satul de reședință.

## Demografie
Componența lingvistică a comunei Ohiivka
     Ucraineană (99,1%)
     Alte limbi (0,9%)
Conform recensământului din 2001, majoritatea populației comunei Ohiivka era vorbitoare de ucraineană (99,1%), existând în minoritate și vorbitori de alte limbi.